# يوركتاون (تكساس)
يوركتاون (بالإنجليزية: Yorktown)‏ هي مدينة أمريكية تقع في ولاية تكساس. تبلغ مساحة هذه المدينة 4.5 (كم²)، ويبلغ عدد سكانها 2271 نسمة حسب إحصاء سنة 2010 م. تشير إحصاءات سنة 2000م بأن الكثافة السكانية في هذه المدينة تقدر بـ(508.9) نسمة/كم2.

## التركيبة السكانية
حدّد مكتب تعداد الولايات المتحدة بيانات التركيبة السكانية ليوركتاون في تعداد الولايات المتحدة. في ما يلي، التركيبة السكانية حسب تعدادي 2000 و2010.

### تعداد عام 2000
بلغ عدد سكان يوركتاون 2,271 نسمة بحسب تعداد عام 2000، وبلغ عدد الأسر 864 أسرة وعدد العائلات 585 عائلة مقيمة في المدينة. في حين سجلت الكثافة السكانية 508.1 نسمة لكل كيلومتر مربع (1,316.0/ميل2). وبلغ عدد الوحدات السكنية 1,048 وحدة بمتوسط كثافة قدره 234.5 لكل كيلومتر مربع (607.4/ميل2).
وتوزع التركيب العرقي للمدينة بنسبة 79.83% من البيض و2.99% من الأمريكيين الأفارقة و0.40% من الأمريكيين الأصليين و15.32% من الأعراق الأخرى و1.45% من عرقين مختلطين أو أكثر و37.60% من الهسبانيون أو اللاتينيون من أي عرق.
بلغ عدد الأسر 864 أسرة كانت نسبة 36% منها لديها أطفال تحت سن الثامنة عشر تعيش معهم، وبلغت نسبة الأزواج القاطنين مع بعضهم البعض 50.7% من أصل المجموع الكلي للأسر، ونسبة 12.5% من الأسر كان لديها معيلات من الإناث دون وجود شريك، بينما كانت نسبة 4.5% من الأسر لديها معيلون من الذكور دون وجود شريكة وكانت نسبة 32.3% من غير العائلات. تألفت نسبة 29.9% من أصل جميع الأسر من عدة أفراد يعيشون في نفس المنزل ونسبة 18.9% كانت تتألف من شخص يعيش بمفرده يبلغ من العمر 65 عاماً أو أكثر. وبلغ متوسط حجم الأسرة المعيشية 2.54، أما متوسط حجم العائلات فبلغ 3.15.
بلغ العمر الوسطي للسكان 39.8 عاماً. وكانت نسبة 26.3% من القاطنين تحت سن الثامنة عشر، وكانت نسبة 7.8% بين الثامنة عشر والرابعة والعشرين عاماً، ونسبة 22.5% كانت واقعةً في الفئة العمرية ما بين الخامسة والعشرين والرابعة والأربعين عاماً، ونسبة 20.6% كانت ما بين الخامسة والأربعين والرابعة والستين، ونسبة 19.2% كانت ضمن فئة الخامسة والستين عاماً فما فوق. يوجد لكل 100 أنثى 88.9 ذكر، ويوجد لكل 100 أنثى في الثامنة عشر من عمرها فما فوق 85.6 ذكر.
بلغ متوسط دخل الأسرة في المدينة 25,507 دولارًا، أما متوسط دخل العائلة فبلغ 28,529 دولارًا. وكان متوسط دخل الذكور 25,234 دولارًا مقابل 17,031 دولارًا للإناث. وسجل دخل الفرد الخاص بالمدينة 12,041 دولارًا. وكانت نسبة 18.4% من العائلات ونسبة 23.1% من السكان تحت خط الفقر، وكان من هؤلاء نسبة 31.5% تحت سن الثامنة عشر ونسبة 16.2% في الخامسة والستين من العمر وما فوق.

### تعداد عام 2010
بلغ عدد سكان يوركتاون 2,092 نسمة بحسب تعداد عام 2010، وبلغ عدد الأسر 832 أسرة وعدد العائلات 526 عائلة مقيمة في المدينة. في حين سجلت الكثافة السكانية 468 نسمة لكل كيلومتر مربع (1,212.1/ميل2). وبلغ عدد الوحدات السكنية 1,026 وحدة بمتوسط كثافة قدره 229.5 لكل كيلومتر مربع (594.4/ميل2).
وتوزع التركيب العرقي للمدينة بنسبة 81.07% من البيض و2.77% من الأمريكيين الأفارقة و0.43% من الأمريكيين الأصليين و13.34% من الأعراق الأخرى و2.39% من عرقين مختلطين أو أكثر و44.79% من الهسبانيون أو اللاتينيون من أي عرق.
بلغ عدد الأسر 832 أسرة كانت نسبة 32.5% منها لديها أطفال تحت سن الثامنة عشر تعيش معهم، وبلغت نسبة الأزواج القاطنين مع بعضهم البعض 44.2% من أصل المجموع الكلي للأسر، ونسبة 12.4% من الأسر كان لديها معيلات من الإناث دون وجود شريك، بينما كانت نسبة 6.6% من الأسر لديها معيلون من الذكور دون وجود شريكة وكانت نسبة 36.8% من غير العائلات. تألفت نسبة 33.1% من أصل جميع الأسر من عدة أفراد يعيشون في نفس المنزل ونسبة 16.5% كانت تتألف من شخص يعيش بمفرده يبلغ من العمر 65 عاماً أو أكثر. وبلغ متوسط حجم الأسرة المعيشية 2.44، أما متوسط حجم العائلات فبلغ 3.12.
بلغ العمر الوسطي للسكان 41.0 عاماً. وكانت نسبة 25.3% من القاطنين تحت سن الثامنة عشر، وكانت نسبة 7.7% بين الثامنة عشر والرابعة والعشرين عاماً، ونسبة 21.2% كانت واقعةً في الفئة العمرية ما بين الخامسة والعشرين والرابعة والأربعين عاماً، ونسبة 26.3% كانت ما بين الخامسة والأربعين والرابعة والستين، ونسبة 19.5% كانت ضمن فئة الخامسة والستين عاماً فما فوق. وتوزع التركيب الجنسي للسكان بنسبة 47.8% ذكور و52.2% إناث.